# ヴラド・ヤネフスキ
ヴラド・ヤネフスキ（マケドニア語:Владо Јаневски / Vlado Janevski、発音: [ˈvlaːdɔ ˈjanɛfski]、1960年11月27日 - ）は、マケドニア共和国の歌手、ソングライター。1978年から歌手、ソングライターとして活動を始めた。
1998年、ヤネフスキはユーロビジョン・ソング・コンテストの1998年大会にマケドニア代表として参加した。これは、マケドニア共和国で初の同大会への参加であった。ヤネフスキは「Ne zori」を歌い、19位に終わった。

## ディスコグラフィー
- Парче душа（1993年、Моби Арт）
- Сѐ најдобро（1996年、Мистер Компани）
- Далеку е небото（1996年、Мистер Компани）
- Има нешто посилно од сѐ（2006年、Авалон）
- Ваков или таков（2004年、Авалон）
- Повторно се заљубувам во тебе（2006年、Аворд Ентертејнмент）